# USS Flagstaff (PGH-1)
USS Flagstaff (PGH-1) byl křídlatý dělový člun amerického námořnictva. Plavidlo sloužilo k ověření koncepce rychlých pobřežních bojových lodí. Americké námořnictvo člun provozovalo v letech 1968-1970, přičemž v letech 1974-1978 jej měla zapůjčen americká pobřežní stráž. V roce 1978 byl člun definitivně vyřazen a sešrotován. Na jeho základě byly vyvinuty izraelské raketové čluny třída Shimrit.

## Stavba
Plavidlo postavila společnost Grumman Aircraft Engineering Corporation ve městě Stuart na Floridě. USS Tucumcari (PGH-2) byl naopak konkurenčním projektem koncepce Jetfoil společnosti Boeing. Stavba člunu Flagstaff byla zahájena 1. června 1966, přičemž trup byl na vodu spuštěn 15. července 1966. Hotový dělový člun byl do služby přijat 14. září 1968.

## Konstrukce
Výzbroj tvořil jeden 40mm kanón Bofors na přídi, dva dvojité 12,7mm kulomety M2HB a jeden 81mm minomet. Pohonný systém byl koncepce CODOG. K plavbě nízkou rychlostí loď sloužily dva diesely o výkonu 300 hp, pohánějící trupové vodní trysky. V bojové situaci pohon zajišťovala plynová turbína Rolls-Royce Tyne o výkonu 3620 hp a lodní šroub. Nejvyšší rychlost dosahovala 48 uzlů. S ponořeným trupem pak 8 uzlů.

## Operační služba
Na přelomu let 1969–1970 byl člun na několik měsíců zkušebně nasazen při pobřežním hlídkování ve Vietnamské válce. V roce 1971 byl příďový 40mm kanón experimentálně nahrazen 152mm kanónem M81 z tanku M551 Sheridan, ze kterého mohly být odpalovány také řízené střely MGM-51 Shillelagh. Kanón se neosvědčil kvůli problémům s celospalitelnými nábojnicemi, které velmi trpěly jakoukoliv vlhkostí. Dne 1. září 1970 byl člun vyřazen ze služby. Dne 8. listopadu 1974 byl zapůjčen americké pobřežní stráži, která jej provozovala jako USCGS Flagstaff (WPBH-1). Pobřežní stráž člun s přestávkami užívala až do 30. září 1978, kdy byl vrácen námořnictvu a následně sešrotován. V letech 1977-1978 přitom bylo plavidlo odzbrojeno a sloužilo jako kutr s označením (WPGH-1).